# Cosmopterix pararufella
Cosmopterix pararufella is een vlinder uit de familie prachtmotten (Cosmopterigidae). De wetenschappelijke naam is voor het eerst geldig gepubliceerd in 1976 door Riedl.
De soort komt voor in Europa.